# Cd-rom
Een cd-rom (afkorting van compact disc read-only memory) is een compact disc die in een computer kan worden gelezen en die meestal computerprogramma's of -gegevens bevat, in tegenstelling tot een audio-cd. De cd-rom werd ontwikkeld in 1983 op het moment dat de audio-cd al algemeen bekend was.

## Naamgeving
De naam 'cd-rom' is wat ongelukkig gekozen, want 'rom' betekent 'read-only memory'. Een audio-cd heeft evenveel recht om 'cd-rom' te worden genoemd. Bovendien wordt een beschrijfbare cd (cd-r of cd-rw) soms ook cd-rom genoemd. De cd-r kan eenmalig beschreven worden, de cd-rw kan gewist en herbeschreven worden.

## Indeling van de schijf
De opmaak van de opgeslagen gegevens is bij een audio-cd anders dan bij een cd-rom. De gegevens van een audio-cd zijn verdeeld in een aantal 'tracks' (muziekstukken), terwijl een cd-rom doorgaans slechts één track bevat. Er bestaan ook gemengde cd's: een aantal audiotracks en één gegevenstrack. Een audiospeler is meestal niet in staat een cd-rom af te spelen. Eerder konden cd-lezers in computers een audio-cd wel afspelen, maar niet lezen of kopiëren.
Cd-roms kunnen door een computer met een cd-rom-, dvd-rom- of blu-raydiskspeler gelezen worden. Latere audiospelers kunnen cd-roms lezen waar mp3-bestanden op staan.

## Opslagcapaciteit
De opslagcapaciteit van een cd-rom wordt altijd in binaire eenheden weergegeven, hoewel decimale SI-eenheden gehanteerd worden. Zo heeft een zogenaamde 700MB-cd in werkelijkheid een capaciteit van ongeveer 700 MiB, wat overeenkomt met ongeveer 737 MB. De capaciteiten van dvd's daarentegen worden altijd in decimale eenheden weergegeven. Zo heeft een 4,7GB-dvd een capaciteit van ongeveer 4,38 GiB.
Voor cd-roms wordt het bestandssysteem ISO 9660 gebruikt.

## Caddy
De oudste lezers voor cd-roms maken gebruik van een caddy. Dat is een doosje waar de cd permanent in wordt opgeborgen. De hele caddy wordt in de cd-lezer geschoven, zodat het schijfje optimaal beschermd blijft. Dit is vooral gunstig in omgevingen waar dure cd-roms worden gebruikt, die op deze manier beschermd zijn tegen onzorgvuldige omgang. De caddy is gestandaardiseerd en past in een cd-lezer van elk merk (mits die een caddy vereist). Het systeem met caddy's is nagenoeg verdwenen.